# Albrecht Cordes
Albrecht Cordes (* 31. Oktober 1958 in Hagen) ist ein deutscher Rechtshistoriker.

## Leben und Werk
Albrecht Cordes wurde 1992 an der rechtswissenschaftlichen Fakultät der Albert-Ludwigs-Universität Freiburg im Breisgau promoviert. In seiner Dissertation befasste er sich mit den Stuben und Stubengesellschaften am Oberrhein und in der Nordschweiz. Im Jahr 1997 folgte die Habilitation über den spätmittelalterlichen Gesellschaftshandel im Hanseraum. Die Arbeit wurde 1998 als Band 45 in der Reihe Quellen und Darstellungen zur hansischen Geschichte veröffentlicht. In den Jahren 1997 bis 1999 folgten Lehrstuhlvertretungen in Würzburg, Köln und Freiburg. Einen Ruf an die Universität zu Köln lehnte er ab und nahm einen Ruf an die Johann Wolfgang Goethe-Universität in Frankfurt am Main an. Dort übernahm er 1999 den Lehrstuhl für mittelalterliche Rechtsgeschichte, neuere Rechtsgeschichte und Zivilrecht.
Im Jahr 2000 wurde er Vorstandsmitglied und übernahm den Vorsitz des Wissenschaftlichen Beirats der Gesellschaft für Reichskammergerichtsforschung Wetzlar, den er 2012 an Anja Amend-Traut abgab. 2002 lehnte er einen Ruf an die Georg-August-Universität Göttingen ab. Im gleichen Jahr war er Gastprofessor am Levin College of Law an der University of Florida und wurde auch Vorstandsmitglied des Hansischen Geschichtsvereins. Cordes war von 2002 bis 2007 Sprecher des Internationalen Max Planck-Forschungskollegs für vergleichende Rechtsgeschichte – International Max Planck Research School for Comparative Legal History und 2007/08 Stipendiat des Historischen Kollegs in München. 2009 folgte eine Gastprofessur an der Universität Tokio. Cordes war maßgeblich an der Einwerbung des LOEWE-Schwerpunkts „Außergerichtliche und gerichtliche Konfliktlösung“ (2012–2015) beteiligt. 2014 lehrte er abermals als Gastprofessor am Levin College of Law an der University of Florida und 2015 folgte eine Gastprofessur in Tel-Aviv. Er ist Vertrauensdozent der Friedrich-Naumann-Stiftung für die Freiheit an der Universität Frankfurt. Von 2017 bis September 2019 war er Dekan des Fachbereichs Rechtswissenschaft der Goethe-Universität. Ein Schwerpunkt seiner Arbeit liegt in der Etablierung eines UniRep-Programms für Studierende zur Verbesserung der Examensvorbereitung.
Cordes ist Mitherausgeber des Handwörterbuchs zur deutschen Rechtsgeschichte und war ständiges Mitglied im Leitungsgremium des LOEWE-Schwerpunkts Außergerichtliche und gerichtliche Konfliktlösung, eines interdisziplinären Verbundforschungsvorhabens im Rahmen des hessischen Exzellenzprogramms. Am Sonderforschungsbereich 1095 „Schwächediskurse und Ressourcenregime“ war er 2015 bis 2018 mit einem Teilprojekt zum Recht der Hanse beteiligt. Er ist Mitglied der Frankfurter Historischen Kommission und der Vereinigung für Verfassungsgeschichte.

## Schriften (Auswahl)
- Stuben und Stubengesellschaften. Zur dörflichen und kleinstädtischen Verfassungsgeschichte am Oberrhein und in der Nordschweiz. G. Fischer, Stuttgart 1993.
- Spätmittelalterlicher Gesellschaftshandel im Hanseraum. Böhlau, Köln 1998.
- Flandrischer Copiar Nr. 9. Juristischer Kommentar, in: Carsten Jahnke, Antjekathrin Graßmann (Hrsg.): Seerecht im Hanseraum des 15. Jahrhunderts. Edition und Kommentar zum Flandrischen Copiar Nr. 9, Lübeck 2003, ISBN 978-3-7950-0476-7, S. 119–144.
- (gemeinsam mit Karin Nehlsen-von Stryk, Karl Kroeschell): Deutsche Rechtsgeschichte, Bd. 2. 9. Auflage, Böhlau, Köln, UTB, Stuttgart 2008, ISBN 978-3-8252-2735-7.
- (Hrsg. gemeinsam mit Anja Amend-Traut, Wolfgang Sellert): Geld, Handel, Wirtschaft. Höchste Gerichte im Alten Reich als Spruchkörper und Institution. De Gruyter, Berlin/Boston 2013.
- (Hrsg. gemeinsam mit Serge Dauchy): Eine Grenze in Bewegung. Private und öffentliche Konfliktlösung im Handels- und Seerecht = Une frontière mouvante. Justice privée et justice publique en matières commerciales et maritimes. (= Schriften des Historischen Kollegs, Kolloquien. Band 81), Oldenbourg, München 2013, ISBN 978-3-486-71799-0 (Digitalisat).
- (Hrsg.): Mit Freundschaft oder mit Recht? Inner- und außergerichtliche Alternativen zur kontroversen Streitentscheidung im 15.–19. Jahrhundert. Böhlau, Köln 2015.
- Lex maritima? Local, regional and universal maritime law in the Middle Ages, in: Wim Blockmans / Mikhail Krom / Justyna Wubs-Mrozewicz (Hrsg.): The Routledge Handbook of Maritime Trade around Europe 1300–1600. Commercial Networks and Urban Autonomy, 2017, ISBN 978-1-138-89950-6, S. 69–85.
- mit Natalija Ganina und Jan Lokers: Der Bardewiksche Codex des Lübischen Rechts von 1294 (Band 1: Faksimile und Erläuterungen). Nünnerich-Asmus, Oppenheim 2021, ISBN 978-3-96176-166-1.
- mit Natalija Ganina und Jan Lokers: Der Bardewiksche Codex des Lübischen Rechts von 1294 (Band 2: Edition, Textanalyse, Entstehung und Hintergründe). Nünnerich-Asmus, Oppenheim 2021, ISBN 978-3-96176-170-8.
- Der Bardewiksche Codex des Lübischen Rechts von 1294 (Band 3: Rechtshistorischer Kommentar). Nünnerich-Asmus, Oppenheim 2022, ISBN 978-3-96176-178-4.